# Massa Santa Lucia
Massa Santa Lucia è un villaggio collinare della VI Circoscrizione del comune di Messina. È una della "quattro Masse" (con Massa San Nicola, Massa San Giorgio e Massa San Giovanni).
 Sorge sulle ultime propaggini dei Monti Peloritani, digradanti verso il mare, a 15 km a Nord del centro di Messina.

## Origini del nome
Il suo nome deriva da "masseria", che era un vasto podere con fabbricati e servizi, al quale fu aggiunto Santa Lucia per distinguerla dalle altre tre Masse. Anticamente, e nel linguaggio corrente, era conosciuta anche come Lacco, laddove Massa San Giovanni era identificata come Contari, Massa San Giorgio unicamente come Massa e Massa San Nicola (in dialetto Massa Santa Nicola) anche come "Ciumara o Fiumara", trovandosi collocata sulle due rive del torrente Corsari (la parte del villaggio ubicata sulla riva sinistra del Corsari, pare sia stata abbandonata dopo il terremoto del 1783).

## Storia
A cavallo tra i due villaggi di Massa Santa Lucia e Massa San Giovanni, trovasi la frazione o località mediana di San Rocco (o Santo Rocco), dove anticamente sorge una chiesetta dedicata al Santo. La statua di San Rocco, dopo una accesa disputa tra gli abitanti dei due villaggi che se la contendevano, oggi si trova nella chiesa di Massa Santa Lucia. 
Il villaggio di Massa Santa Lucia, negli anni dal 1820 al 1824 fece parte dell'Ufficio Mandamentale di Gesso. Si separò da detto ufficio, con decorrenza 1º gennaio 1825, aggregandosi all'Ufficio delle Quattro Masse con sede nel villaggio di Massa San Giorgio. Soppresso questo ufficio nell'anno 1843, il villaggio di Massa Santa Lucia, da detto anno in poi ebbe un proprio Ufficio separato unitamente a Massa San Giovanni fino -pare- al marzo 1851. Successivamente, fino al 1993, data della istituzione dei Quartieri o Circoscrizioni, Massa Santa Lucia, come del resto ciascuno dei 48 villaggi o casali del Comune di Messina, era amministrata da un delegato municipale (o del Sindaco). La carica di delegato municipale, inizialmente con attribuzioni di carattere amministrativo, venne nel tempo circoscritta a mansioni di rappresentanza istituzionale e di stato civile.